# Branch (Arkansas)
Branch é uma cidade localizada no estado americano de Arkansas, no Condado de Franklin.

## Demografia
Segundo o censo americano de 2000, a sua população era de 357 habitantes. 
Em 2006, foi estimada uma população de 367, um aumento de 10 (2.8%).

## Geografia
De acordo com o United States Census Bureau, a localidade tem uma área de 9,2 km², sem área coberta por água. Branch localiza-se a aproximadamente 142 m acima do nível do mar.

## Localidades na vizinhança
O diagrama seguinte representa as localidades num raio de 24 km ao redor de Branch. 